# Independence of the Seas
L’Independence of the Seas (littéralement : « Indépendance des mers ») est un paquebot de la Royal Caribbean Cruise Line destiné aux croisières de luxe.

## Galerie

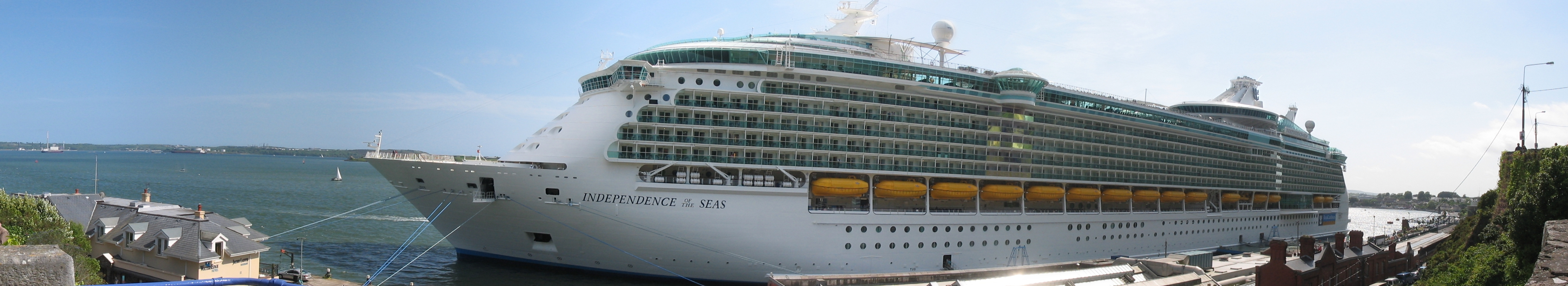
Independence of the Seas à Cobh, Irlande.
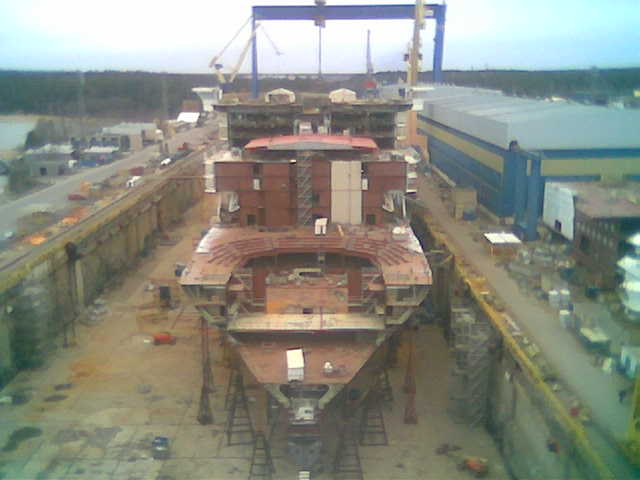
MS Independence of the Seas en construction à Turku, Finland, 4.4.2007.
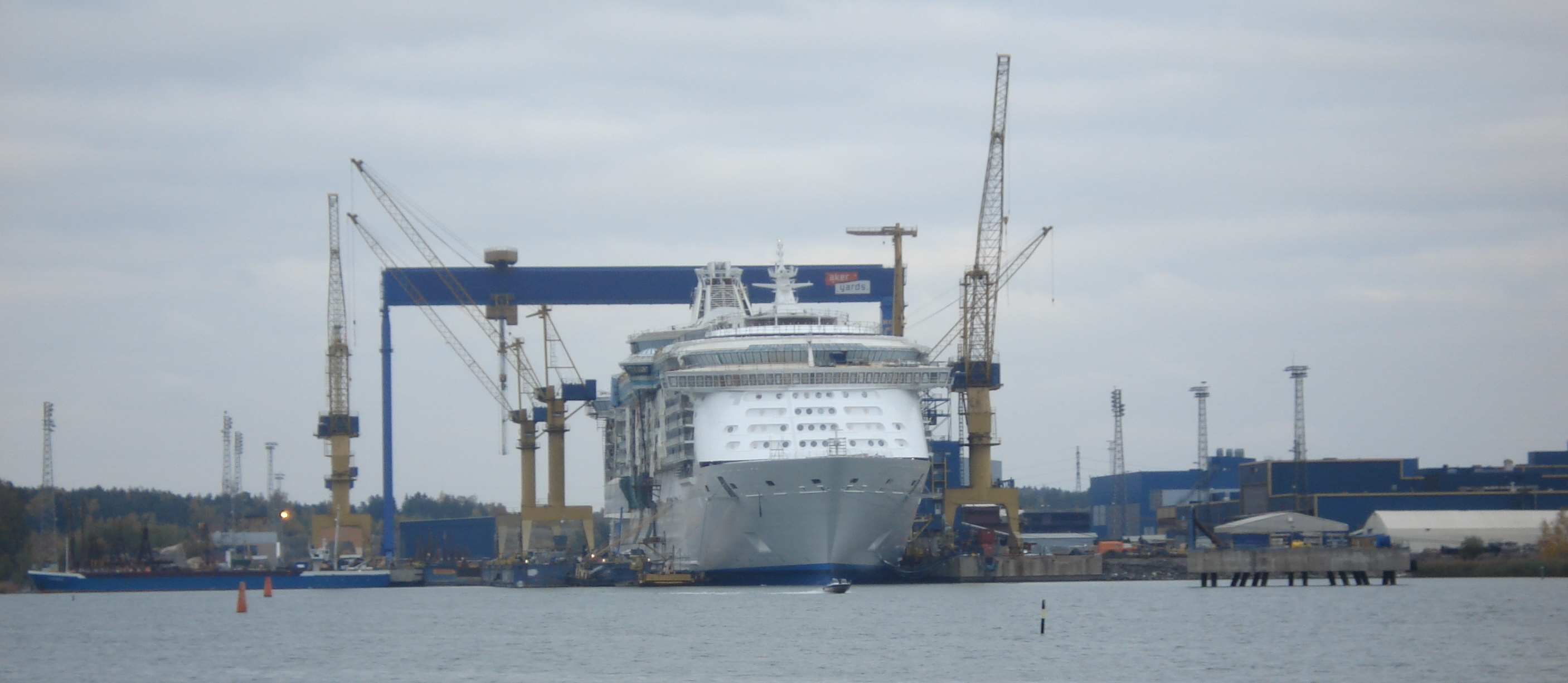
MS Independence of the Seas en construction à Aker Finnyards Shipyard, Turku, Finland, 6.10.2007.
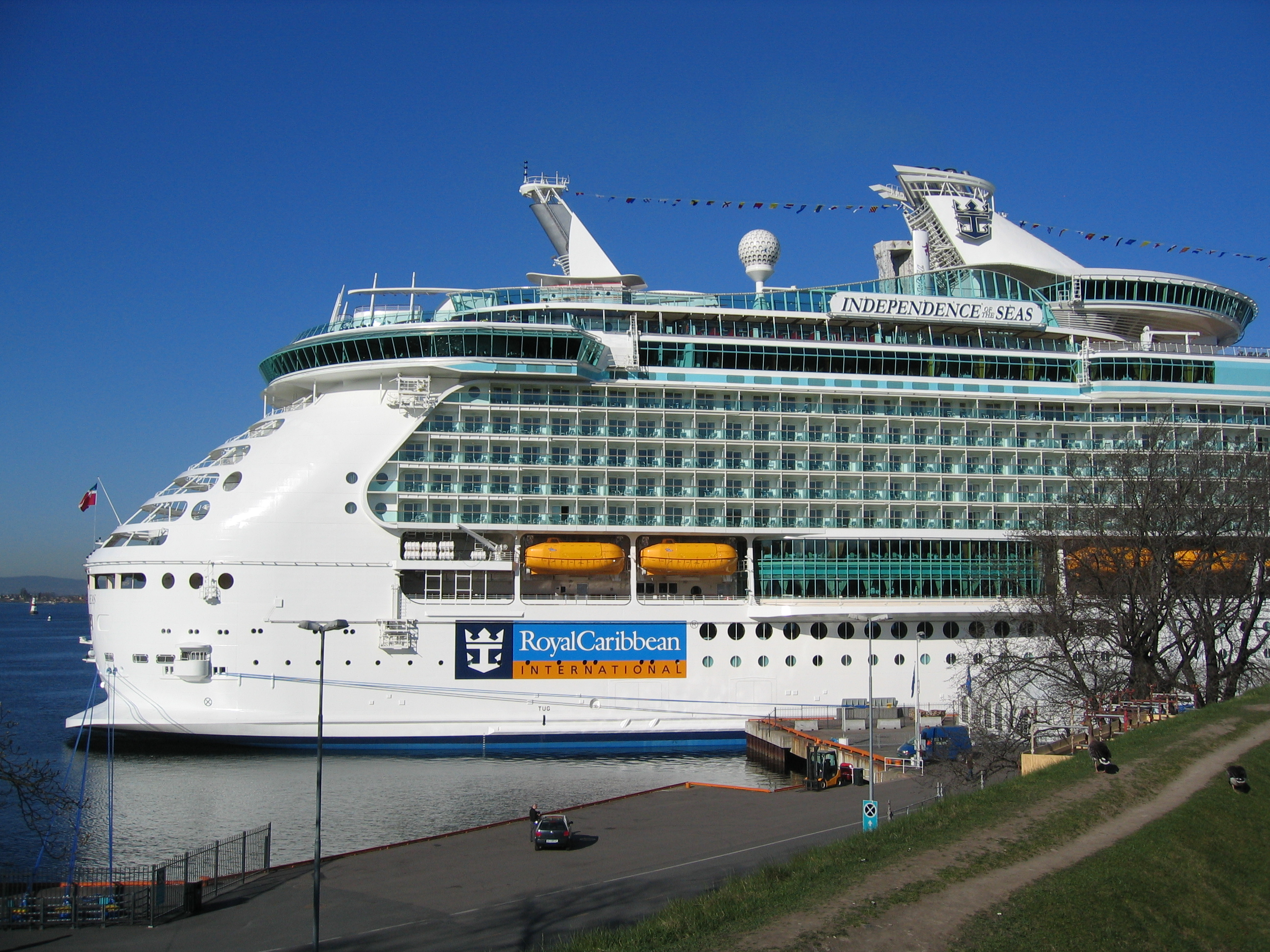
MS Independence of the Seas à  Oslo.
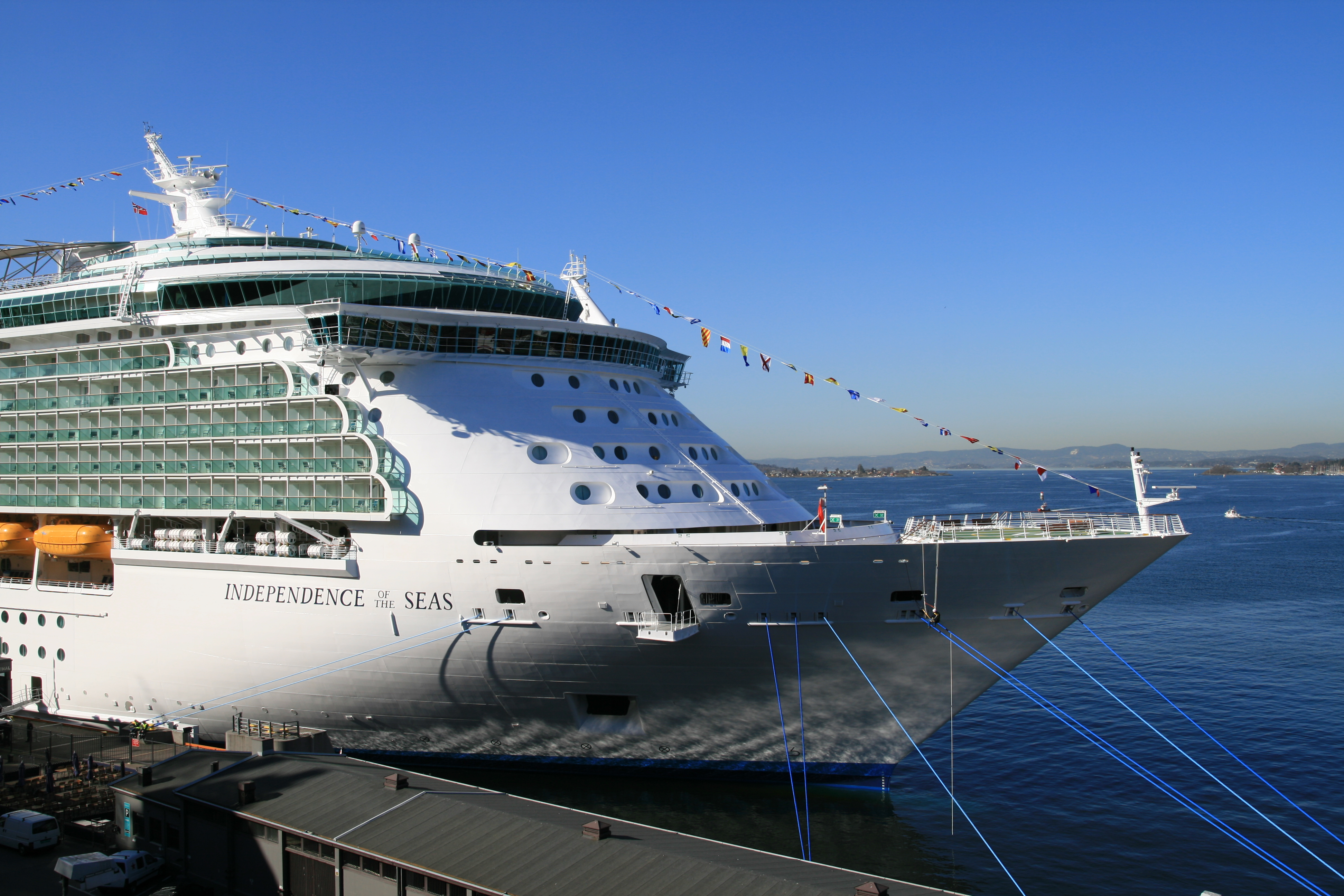
MS Independence of the Seas à Oslo.